# Ardes
Ardes település Franciaországban, Puy-de-Dôme megyében. Lakosainak száma 599 fő (2022. január 1.). Ardes Apchat, Augnat, Mazoires és Rentières községekkel határos.

## Népesség
A település népességének változása:
| Lakosok száma | 520  | 516  | 544  | 561  | 583  | 592  | 598  | 605  | 599  |
|               | 2013 | 2015 | 2016 | 2017 | 2018 | 2019 | 2020 | 2021 | 2022 |